# Katzelsdorf
Katzelsdorf är en ort och kommun  i Österrike. Den ligger i distriktet Wiener Neustadt-Land i förbundslandet Niederösterreich, 50 kilometer söder om huvudstaden Wien. 
Kommunen består av två orter (Ortschaften) (inom parentes invånarantal 1 januari 2024):
- Eichbüchl (156)
- Katzelsdorf (3 040)